# 157. rezervní divize (Wehrmacht)
157. rezervní divize (německy 157. Reserve-Division) byla pěší divize německé armády (Wehrmacht) za druhé světové války.

## Historie
Divize byla založena 1. října 1942 v Mnichově a umístěna do města Besançon v okupované Francii. Po kapitulaci Itálie se divize přesunula do Grenoblu. 1. září 1944 byla 157. rezervní divize přeskupena a přejmenována na 157. horskou divizi.

## Velitelé
| Datum         | Hodnost        | Jméno       |
| ------------- | -------------- | ----------- |
| 1. říjen 1942 | generálporučík | Karl Pflaum |